# Athena Asamiya
Athena Asamiya (麻宮 アテナ, Asamiya Atena) est l'héroïne de la série de jeux Athena de SNK, dont le premier épisode est le jeu Athena, sorti en 1986. Elle apparaît ensuite comme personnage récurrent de la série de jeux vidéo The King of Fighters.

## Biographie
Athéna est une lycéenne au Japon. Sa puissance psychique est un héritage de son ancêtre la déesse Athéna transmise par sa mère et il semble qu'aucun autre membre dans sa famille ne possède la même puissance. Elle est une protagoniste typique de culture japonaise avec un sens fort de la justice et la volonté de combattre le mal, à aider les faibles et à s'entrainer pour progresser. Objectivement, elle a également gagné une bonne popularité pour faire d'elle une idole.
Elle a commencé son expérience de Psycho Soldier un jour, en rentrant à la maison après l'école, Athéna vit un couple de chinois se défendre contre un caïd local, qu'elle a immédiatement assommé avec ses pouvoirs avant qu'il n'ait lancé le moindre coup. Après s'être présentée aux voyageurs, elle découvrit que l'adolescent, Sie Kensou, a les mêmes pouvoirs psychiques qu'elle tandis que le vieil homme, Chin Gentsai, était un maître vénérable de beaucoup d'arts martiaux chinois. Voyant cela comme une bonne chose, ils ont joint leurs forces pour devenir les Psycho Soldier, depuis lors Kensou a persisté pour faire d'Athéna sa petite-amie, pensant être pour elle plus qu'un ami.

## Saga d'Orochi
Durement entraînée au kung-fu par Chin et Kensou, Athéna dirrigea ses efforts pour combattre le crime et devenir membre de l'équipe qui remportera le tournoi annuel du King of Fighters.
Durant le KOF '96, Athéna eut la sensation de devenir la meilleure dans le monde des combattants comme une star des scènes pop pour son charme, son style unique et ses pouvoirs étonnants. Bien qu'elle n'ait jamais mené son équipe à une victoire globale du championnat, elle et ses pouvoirs -avec ceux d'autres héros principaux dans KOF- ont joué un rôle de support crucial en aidant Kyo Kusanagi, Iori Yagami, et Chizuru Kagura dans diverses occasions pour vaincre Rugal Bernstein, Geese Howard, Goenitz, et Orochi.
Durant KOF '97, Chin a interdit à Athéna de participer au tournoi de KOF. Après présentation d'une lettre d'un fan, Kaoru Watabe, une fille estropiée à qui a pris l'inspiration pour réapprendre à marcher encore en observant la détermination d'Athéna dans le tournoi, Chin Gensai n'a eu d'autre choix de rejoindre le tournoi à nouveau avec Athéna et Kensou.
À la fin de KOF '97, les psycho soldiers ont rencontré Kaoru, qui maintenant voyage avec eux à la plupart de leurs engagements et était même une aide dans KOF 2000.

## Chroniques de NESTS
Avant KOF '99, Athena a rencontré Bao, un étudiant adopté par Chin et peut-être le plus jeune doué psycho Soldier qu'elle n'ait jamais rencontré. Elle a beaucoup apprécié le garçon qui était si mignon et amical, ainsi il est devenu le quatrième psycho soldier. À ce moment-là, Kensou a mystérieusement perdu la plupart de ses pouvoirs psychiques.
Dans KOF 99, après que K' eut défait Krizalid, la base du NESTS s'effondraient pendant qu'Athéna, Kensou, Bao et Chin s'enfuyaient. Lorsqu'Athena découvrit une sortie, les chutes de débris ont emprisonné sa jambe. Kensou ne pouvait pas les bouger, mais juste quand une autre cascade de débris menaçait d'écraser Athéna, Kensou est parvenu à lancer sa télékinésie pour la protéger et pour finalement extraire Athéna. Une fois qu'ils étaient sauvés et réunis, Kensou s'est effondré d'épuisement tandis que Bao, qui a eu à peine une éraflure de l'épreuve, perdit mystérieusement connaissance.
Dans KOF 2000, n'avançant pas au round final, les psycho soldiers sont restés dans les rues de Southtown tandis que K' et son équipe luttaient contre Zero, un agent renégat de NESTS. Quand le canon orbital, que Zero avait projeté d'employer pour détruire le NESTS, s'est déréglé et a commencé à faire sauter Southtown, Bao est parvenu à contenir un des tirs dans le canon, ce qui a permis de le détruire. L'incident l'a blessé si gravement, que, le vitakinesis d'Athéna ne pouvait l'aider.
Heureusement, Kensou a lâché son "Esprit du Dragon" caché, qui a sauvé Bao. Depuis lors, Athena et Chin ont déterminé cette part de Kensou et de Bao comme un lien psychique, particulièrement lorsque la nouvelle puissance psychique de Kensou a disparu, la puissance psychique de Bao s'est affaiblie. Chin pense qu'ils partagent simplement la même puissance, mais Bao nous indique après KOF 2001 qu'il connaît secrètement la vraie nature de leur rapport.

## Contes de Ash
Pour la première fois depuis le commencement de KOF, les psycho soldiers ne sont pas inscrits au tournoi dans KOF 2003 puisque Kensou et Bao sont allés s'entraîner pendant un an avec Chin Gentsai au « du dragon incertain » de Kensou. Ne voulant pas manquer le tournoi, Athena a joint ses forces à Hinako Shijou et Malin pour former l'équipe de lycéennes, une association étrange mais plutôt réussie.
Pour KOF XI, Athena est réunie à Kensou après son année de formation, et Momoko, une nouvelle élève de Chin. Ils forment alors les néo-psycho soldiers.